# Каргаполье (городское поселение)
Рабочий посёлок Каргапо́лье — упразднённое муниципальное образование со статусом городского поселения в Каргапольском районе Курганской области Российской Федерации. 
Административный центр — посёлок городского типа (рабочий посёлок) Каргаполье.
В рамках административно-территориального устройства является посёлком городского типа районного подчинения.
Законом Курганской области от 30.11.2021 № 136 городское поселение 17 декабря 2021 года было упразднено в связи с преобразованием муниципального района в муниципальный округ.

## История
В соответствии с Законом Курганской области от 6 июля 2004 года № 419 образовано городское поселение рабочий посёлок Каргаполье.

## Население
| 2009  | 2010  | 2011  | 2012  | 2013  | 2014  | 2015  |
| ----- | ----- | ----- | ----- | ----- | ----- | ----- |
| 8669  | ↗8982 | ↘8425 | ↗8790 | ↘8600 | ↘8478 | ↘8464 |
| 2016  | 2017  | 2018  | 2019  | 2020  | 2021  |       |
| ↗8545 | ↗8687 | ↗8729 | ↘8607 | ↘8496 | ↗8704 |       |

## Состав городского поселения
| № | Населённый пункт | Тип населённого пункта                  | Население |
| - | ---------------- | --------------------------------------- | --------- |
| 1 | Каргаполье       | рабочий посёлок, административный центр | ↗8265     |
| 2 | Мишагина         | деревня                                 | ↘68       |
| 3 | Нечунаева        | деревня                                 | ↘169      |
| 4 | Ташкова          | деревня                                 | ↘9        |
| 5 | Храмова          | деревня                                 | ↘151      |
| 6 | Шабарчина        | деревня                                 | ↘152      |